# مكتب التربية العربي لدول الخليج
مكتب التربية العربي لدول الخليج هو منظمة خليجة عربية تعنى بالتربية والتعليم وعدد الدول الأعضاء فيها سبعة دول هي:
دولة الإمارات العربية المتحدة، مملكة البحرين، الجمهورية اليمنية، دولة الكويت، المملكة العربية السعودية، سلطنة عمان ودولة قطر.
أسس عام 1395 هجري الموافق 1975 ميلادي ، ومقره الرئيس في مدينة الرياض في المملكة العربية السعودية.

## نبذة
للمكتب ثلاثة مراكز الأول المركز العربي للبحوث التربوية لدول الخليج ومقره الكويت والثاني المركز العربي للتدريب التربوي لدول الخليج ومقره الدوحة عاصمة دولة قطر والثالث المركز التربوي للغة العربية لدول الخليج ومقره الشارقة في دولة الإمارات العربية المتحدة.
وله مجلسان الأول المؤتمر العام ويجتمع كل سنتين ومكون من وزراء التربية والتعليم في الدول الأعضاء والثاني ويسمى المجلس التنفيذي وأعضاءه وكلاء وزارات التربية والتعليم بالدول الأعضاء.

## المؤتمر العام
يتكون المؤتمر العام من وزراء التربية والتعليم في الدول الأعضاء ( دولة الإمارات العربية المتحدة، مملكة البحرين، الجمهورية اليمنية ، دولة الكويتالمملكة العربية السعودية، سلطنة عمان، دولة قطر )، وتكون رئاسة دورات المؤتمر العام، ومكان عقده وفق الترتيب الأبجدي لأسماء دوله، ويعقد دورة عادية مرة كل سنتين، ويقوم بوضع السياسات العامة لعمل المكتب، واتخاذ القرارات المناسبة، لتمكينه من أداء مهامه ويصدر التوجيهات والقرارات التي يراها مناسبة في كل ما يعرض عليه من شؤون العمل الخليجي التربوي المشترك، ويتولى مسؤولية تعيين المدير العام للمكتب بناء على ترشيح من المجلس التنفيذي، كما ويعقد المؤتمر العام اجتماعاً تشاورياً في السنة التي لا يعقد فيها المؤتمر العام، ويعتمد مشروع موازنة المكتب وخطة عمله بعد إعدادهما من الإدارة العامة وإقرارهما من المجلس التنفيذي.

## المجلس التنفيذي
يتكون المجلس التنفيذي من عضو من كل دولة من الدول الأعضاء بدرجة وكيل وزارة، أو من في مستواه، كوكيل مساعد تسميه الدولة. ويمارس المجلس التنفيذي السلطة الممنوحة له من المؤتمر العام، ويعقد دورة اجتماعات عادية مرتين في كل سنة، على أن تسبق إحدى دورات الانعقاد دورة انعقاد المؤتمر العام، لإقرار مشروع جدول أعمـاله، والوثائق المعروضة عليه، ومتابعة تنفيذ البرامج والمشروعات المقرة، ومراقبة أوجه الصرف في الميزانية. كما يتولى المجلس التنفيذي مهمة ترشيح المدير العام المنتخب.

## وظائف مكتب التربية العربي لدول الخليج
- دراسة الواقع التعليمي في الدول الأعضاء بجوانبه التفصيلية ومراحله المتعددة لتحديد مسيرته، وإمكانات تطويره.
- تبادل الخبرات بين العاملين في مجالات التربية والثقافة والعلوم في الدول الأعضاء على جميع مستوياتهم.
- نقل الأفكار والمعلومات والتجارب التربوية الجديدة وتيسير التعرف عليها من جانب المسؤولين والممارسين في مجالات عمل المكتب في الدول الأعضاء.[3]

## بعضاً من منشورات مكتب التربية
- دراسة مقارنة لواقع وسائل التعليم بدول الخليج
- دراسة مقارنة للتصور الكمي لانواع التعليم
- دراسة الهياكل التنظيمية للإدارة التربوية
- دراسة مقارنة عن إدارة المناهج وكيفية عملها
- دراسة مقارنة لواقع مراكز التدريب
- دراسة أوضاع التدريب المهني
- دراسة مقارنة عن التعليم الزراعي
- دراسة مقارنة عن التعليم التجاري
- دراسة مقارنة عن التعليم الصناعي
- دراسة مقارنة للخطط التربوية
- دراسة كمية مقارنة لواقع التعليم في دول الخليج.[4]

## من أبرز ندوات مكتب التربية
ندوة استشراف مستقبل العمل التربوي في الدول الأعضاء التي عُقدت لهذا الغرض في المنامة في شهر شوال 1418هـ/ فبراير 1998م، وشارك فيها بعض أصحاب المعالي ووزراء التربية والتعليم والمعارف في الدول الأعضاء، وأعضاء المجلس التنفيذي، وعدد من المفكرين ومسؤولي التربية والتعليم في مجالات الاقتصاد والتجارة والصناعة والسياسية والأمن والثقافة والإعلام والتربية في الدول الأعضاء، وخبراء المنظمات التربوية العربية والعالمية، وقد تمحورت المناقشات لصياغة مشروع وثيقة استشراف مستقبل العمل التربوي الذي أعدته اللجنة وتدراسته مع ممثلين مختصين من الدول الأعضاء في اللقاء الذي عقد في الرياض في شهر شعبان 1419هـ/نوفمبر1998م، ومن ثم استكملت اللجنة صياغة مشروع هذه الوثيقة وعرضتها على المجلس التنفيذي لمكتب التربية العربي لدول الخليج الذي أبدى موافقته عليها، وقرر عرضها على المؤتمر العام في دورته الخامسة عشر التي عقدت في أبو ظبي في شهر ذي الحجة 1419هـ/أبريل 1999م.

## انظر ايضاً
- دول الخليج العربي

## وصلات خارجية
- مكتب التربية العربي لدول الخليج...